# Stenodus leucichthys
Espèce
Synonymes
- Salmo leucichthys Güldenstädt, 1772[1]
- Salmo mackenzii Richardson, 1823[1]
- Stenodus leucichthys leucichthys (Güldenstädt, 1772)[1]
- Stenodus leucichthys mackenzii (Richardson, 1823)[1]
- Stenodus mackenzii (Richardson, 1823)[1]

Statut de conservation UICN

 EW  : Éteint à l'état sauvage
Statut CITES
Stenodus leucichthys, communément appelé Inconnu, Nelma ou Belorybitsa, est une espèce de poissons blancs[C'est-à-dire ?].

## Étymologie
Stenodus : dent étroite ; leucichthys : poisson blanc.

## Noms vernaculaires
Ce taxon porte en français les noms vernaculaires ou normalisés suivants : Inconnu, Stenode blanc, Saumon de Mackenzie.

## Distribution géographique
L’Inconnu se trouvait dans les grandes rivières et les lacs peu profonds. Sa distribution était limitée au nord de l’Eurasie ainsi qu'au nord de l'Amérique (nord de l’Alaska et nord-ouest du Canada). Le taxon est maintenant considéré éteint à l'état sauvage, mais existe encore en pisciculture. 

## Anatomie
Il s'agit d'un salmonidé de grande taille qui peut mesurer jusqu’à 1,5 m de longueur avec un poids entre 9 et 14 kg, cependant, les adultes ont une longueur moyenne de 30 à 70 cm et pèsent de 2 à 7 kg.
Son corps est allongé, un peu comprimé latéralement. Sa tête est longue, large et peu haute avec un museau droit. Sa grande bouche est garnie de petites dents minces sur la partie antérieure de la mâchoire inférieure. Ses narines sont séparées par deux crêtes. Les nageoires dorsales sont de petites tailles dont la principale est pointue avec 12 à 19 rayons et une petite nageoire adipeuse située juste avant la queue. La nageoire caudale est fourchue. Ces deux types de nageoires présentent des pigmentations foncées au bout. Les nageoires pectorales sont longues avec 16 ou 17 rayons. La nageoire pelvienne présente 11 rayons et elle est de couleur claire ou immaculée comme les nageoires pectorales. Il diffère des autres poissons blancs par ses courtes bronchiospines au nombre de 19 à 24. Le corps est d’une couleur généralement argentée, dos vert qui vire au brun surtout chez les jeunes.

## Nourriture
Comparé à sa longue durée de vie, l'inconnu a un taux de croissance relativement faible. C’est un mangeur opportuniste, dont la nourriture varie selon l’endroit et selon la disponibilité. Pendant les jeunes stades, il se nourrit d'insectes et de crustacés. Alors que les adultes sont des prédateurs voraces qui se nourrissent principalement de petits poissons comme les jeunes de grand corégone et de grand brochet, épinoches à neuf épines, ménés, lamproie arctique, jeunes laquaiches et occasionnellement des petits inconnus.
À l’âge d’environ 4 ans, il y a une accélération de la croissance, ceci est lié au changement d'un régime alimentaire constitué principalement de benthos à un régime constitué de poissons.

## Migration
Les inconnus sont des grands migrateurs qui peuvent parcourir 1000 km pour remonter jusqu’à leurs frayères dans les grandes rivières et leurs affluents.
On trouve des individus qui font des allers retours sur des bases épisodiques ou régulières, entre un milieu d’eau douce et un milieu marin, tandis que des autres passent toute leur vie dans un milieu d’eau douce. Dans la rivière Mackenzie, cette espèce présente trois modes de vie : anadrome (en bas de la rivière Mackenzie), non anadrome (lac Great Slave) et riverain (en haut de la rivière Mackenzie),.

## Reproduction
L’inconnu est une espèce anadrome qui quitte la mer et remonte les rivières pendant la période de fraie. Dans les lacs de l’intérieur, les adultes et les jeunes passent leur vie en eau douce, remontent dans les rivières en été et retournent dans les lacs en automne.
La période de fraie s’étend entre la fin de l’été et le début de l’automne, une période juste avant l’englacement. L’âge de la maturité sexuelle varie de 5 à 9 ans chez les mâles, et de 7 à 12 ans chez les femelles, ces dernières ne peuvent donner des œufs que chaque 2 ans ou chaque 3 ans pour les plus âgées. Le nombre d’œufs peut varier entre 125 000 et 325 000,.
Pendant la période de fraie, la femelle accompagnée d'un mâle montent près de l'extrémité amont des frayères, la ponte des œufs est rapide entre 1 et 3 secondes. Le mâle reste toujours à côté de la femelle pour féconder les œufs. Ces derniers, en tombant au fond, passent à travers le nuage de spermatozoïdes libérés par le mâle et sont fécondés. Après cette première ponte les femelles se déplacent pour libérer plus d’œufs,. Une fois la ponte est terminée, les adultes redescendent  vers les aires d’alimentation et d’hivernage. Les juvéniles restent à peu près 2 ans dans les rivières avant de migrer dans les lacs.

## Économie
L’inconnu est une espèce qui présente une source importante de subsistance, de plaisance et d’intérêt économique. C’est une espèce vulnérable à l’exploitation et aux conditions environnementales,.
Sa capture se fait généralement à l’aide de filets maillant, et à cause de la qualité huileuse de sa chair, il est vendu en grande partie pour l’industrie du poisson fumé. Sa saveur varie selon la saison, le lieu de capture et la taille. Certains apprécient la qualité de sa chair, d'autres non et le prennent plutôt comme aliment pour les chiens.